# Kerlouan
Kerlouan – miejscowość i gmina we Francji, w regionie Bretania, w departamencie Finistère.
Według danych na rok 1990 gminę zamieszkiwało 2406 osób, a gęstość zaludnienia wynosiła 135 osób/km² (wśród 1269 gmin Bretanii Kerlouan plasuje się na 247. miejscu pod względem liczby ludności, natomiast pod względem powierzchni na miejscu 566.).